# Arlbergtunnel (Eisenbahn)
Der Arlbergtunnel ist ein 10.648 m langer Eisenbahntunnel zwischen St. Anton am Arlberg und Langen am Arlberg, der neben der Trisannabrücke einer der zentralen Bestandteile der Arlbergbahn ist.

## Geschichte
| Neues Ostportal am Ende der Gleiseinhausung, am Bahnhof von St. Anton (2013) |                      |                               |                               |
| Spurweite: | 1435 mm (Normalspur) |                               |                               |
| Stromsystem: | 15 kV 16,7 Hz ~      |                               |                               |
| |                      |                               |                               |
| \| \| 99,360 \| St. Anton am Arlberg \| 1303 m ü. A. \| \| \| 99,500 \| Ostportal \| Ostportal \| \| \| 104,241 \| Scheitelpunkt \| 1311 m ü. A. \| \| \| 105,062 \| Selbstblock Ao 1 \| Selbstblock Ao 1 \| \| \| 105,762 \| Landesgrenze Tirol/Vorarlberg \| Landesgrenze Tirol/Vorarlberg \| \| \| 107,622 \| Überleitstelle Ao 2 \| Überleitstelle Ao 2 \| \| \| 110,148 \| Westportal \| Westportal \| \| \| 110,480 \| Alfenzbrücke \| Alfenzbrücke \| \| \| 110,715 \| Langen am Arlberg \| 1217 m ü. A. \| |                      |                               |                               |
| Bahnhof | 99,360               | St. Anton am Arlberg          | 1303 m ü. A.                  |
| Tunnelanfang | 99,500               | Ostportal                     | Ostportal                     |
| Kilometer-Wechsel (im Tunnel) | 104,241              | Scheitelpunkt                 | 1311 m ü. A.                  |
| Strecke (im Tunnel) | 105,062              | Selbstblock Ao 1              | Selbstblock Ao 1              |
| Grenze (im Tunnel) | 105,762              | Landesgrenze Tirol/Vorarlberg | Landesgrenze Tirol/Vorarlberg |
| Überleitstelle / Spurwechsel (im Tunnel) | 107,622              | Überleitstelle Ao 2           | Überleitstelle Ao 2           |
| Tunnelende | 110,148              | Westportal                    | Westportal                    |
| Brücke | 110,480              | Alfenzbrücke                  | Alfenzbrücke                  |
| Bahnhof | 110,715              | Langen am Arlberg             | 1217 m ü. A.                  |

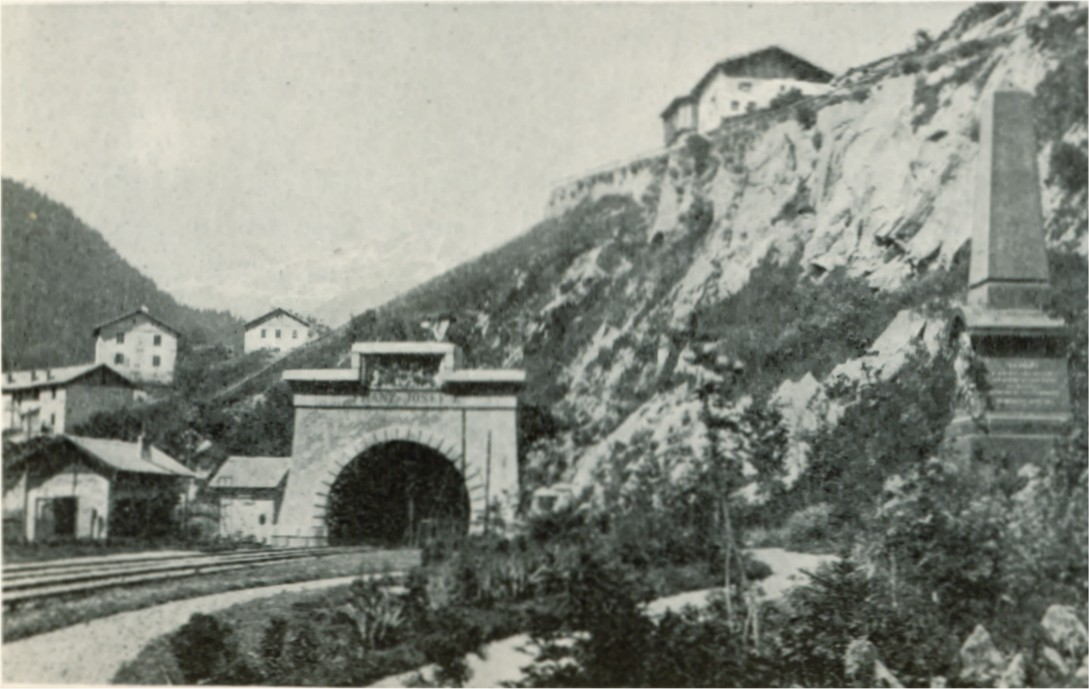
Ostportal um 1898

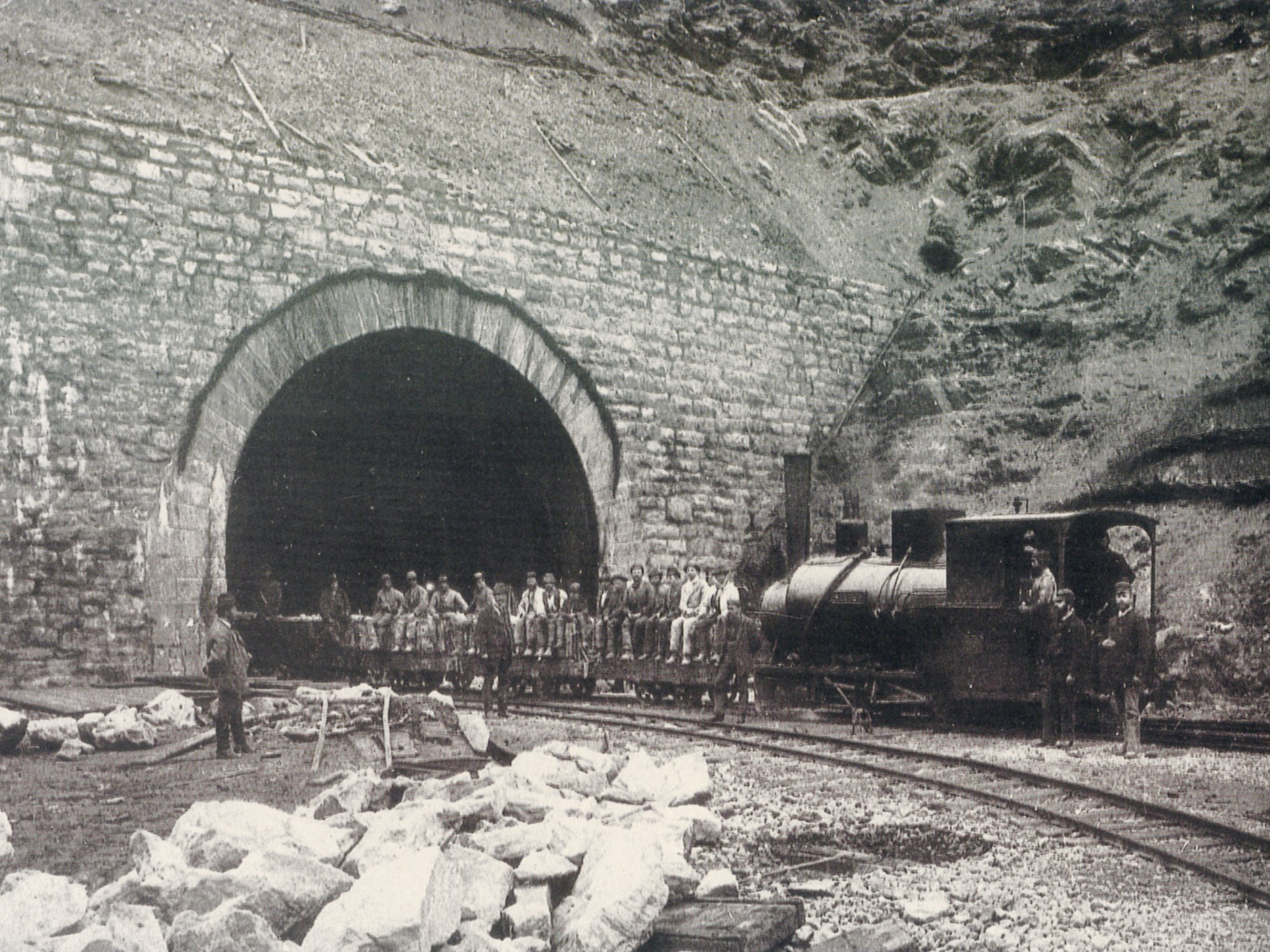
Westportal auf der Langener Seite, Bauarbeiter aufgesessen auf von Hand verschiebbaren Loren, Dampflok (1882)

Der Arlbergtunnel entstand von 1880 und 1884 von den Bauunternehmen Valentin Ceconi für die Ostseite im Stanzer Tal und die Brüder Lapp für die Westseite im Klostertal. Unter den Partieführern beim Bau des Arlbergbahntunnels war auch Johann Bertolini, der für seine Leistung mit der Durchbruchsmedaille geehrt wurde. Der Durchstich erfolgte am 19. November 1883 anlässlich des Namenstages von Kaiserin Elisabeth. Ein anlässlich des Durchstichs angefertigter Gedenkstein befand sich bis zum Jahr 2000 an der Durchschlagstelle und ist seitdem in der Bahnsteigunterführung des Bahnhofs St. Anton zur Schau gestellt.
Am 21. September 1884 wurde der vorerst einspurig ausgebaute Tunnel eröffnet. Der Verkehr entwickelte sich so erfreulich, dass bereits am 15. Juli 1885 das zweite Gleis durch den von Anfang an zweigleisig projektierten Arlbergtunnel eröffnet werden konnte.

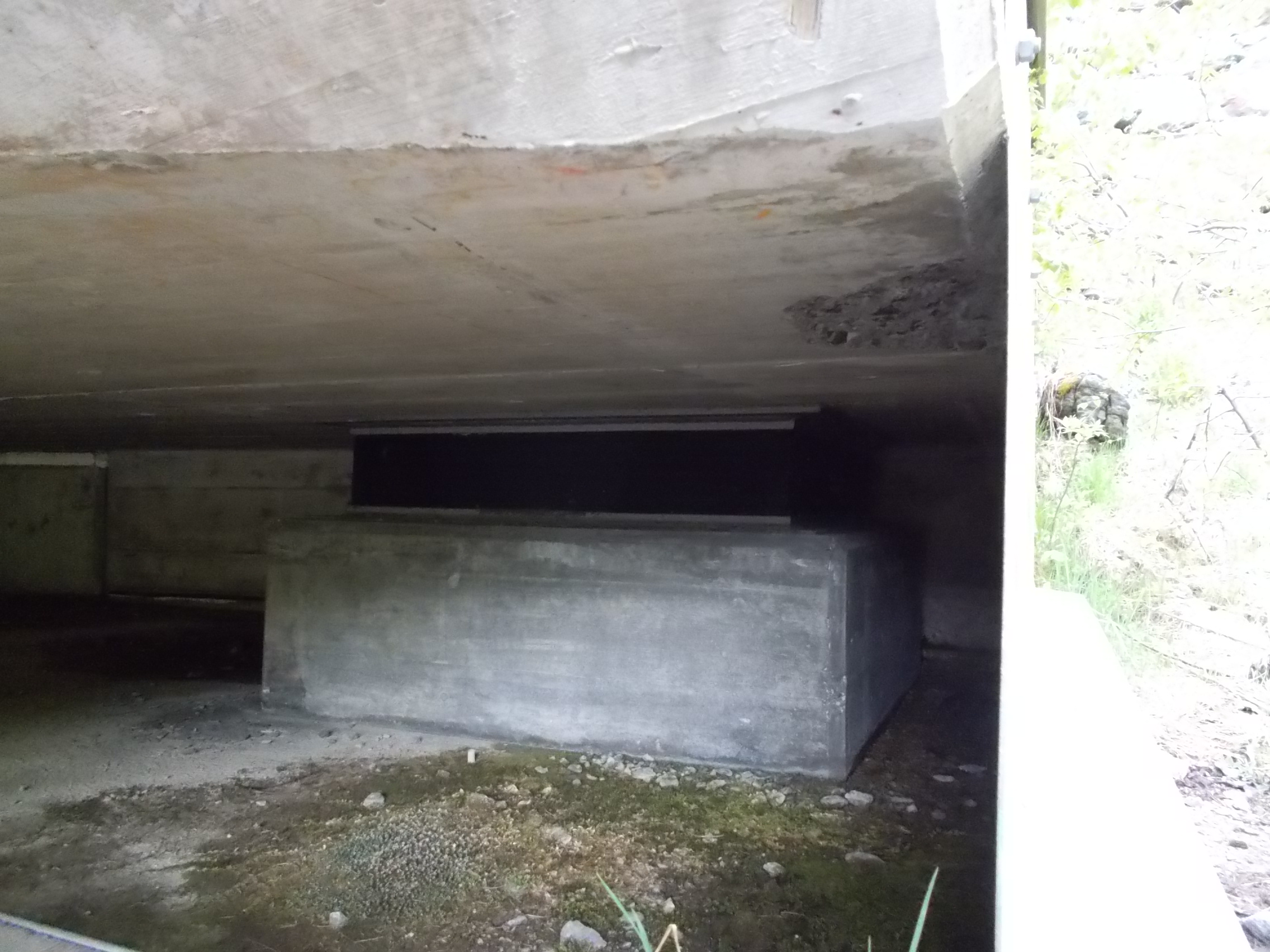
Ein schwingungsdämpfender Gummipuffer (schwarz) trägt die Gleiseinhausung (2018)

Obwohl der Arlbergtunnel derart errichtet wurde, dass sich zwischen den beiden Tunnelportalen eine Höhendifferenz von 86 m ergab und somit unter Ausnützung des meist vorherrschenden Westwindes eine natürliche Belüftung gegeben war, erwies sich der Betrieb mit Dampflokomotiven schon bald als problematisch. An etwa 80 Tagen im Jahr herrschte Windstille, wodurch der Luftaustausch erschwert wurde. Aus diesem Grund wurde von Kohlen- auf sauberere Koksfeuerung umgestellt. Da selbst dies nicht den gewünschten Erfolg brachte, wurde 1894 auf Lokomotivfeuerung mit Blauöl nach dem System Holden umgestellt. Um für ganz ungewöhnliche Fälle gerüstet zu sein, erhielten die Lokomotivführer für die Fahrt durch den Arlbergtunnel einen Schutzapparat, der ihnen jederzeit die Einatmung von Sauerstoff ermöglichte. Wie aus Überlieferungen hervorgeht, bildete sich an exponierten Tagen am Tunnelscheitel eine gefährliche schwefelsäurehaltige Nebelwolke, die dort mangels Durchlüftung stationär verharrte. Das Lokpersonal entging diesem gefürchteten Pfropfen dadurch, dass es während der Fahrt in diesem Bereich zum untersten Trittbrett der Lokomotive hinabstieg, um mit einem mit Essig getränkten Tuch vor dem Mund etwas besser Luft zu bekommen.
Ausgerechnet Kohlemangel löste dieses Problem: Nach dem Zerfall der österreichischen Monarchie lagen die traditionellen Kohleabbaustätten (z. B. in Böhmen) im Ausland. Dadurch wurde Kohle teuer, während Wasserkraft vor Ort reichlich vorhanden war. Das gab schließlich den Ausschlag, die Elektrifizierung der Arlbergbahn per Bundesgesetz vom 23. Juli 1920 zu beschließen. Anlässlich der 40-Jahr-Jubiläumsfeier des Tunneldurchschlags im Herbst 1923 (an der 13 noch lebende Ingenieure der Bauzeit teilnahmen) verkündete Sektionschef Bruno von Enderes nicht ohne gewissen Stolz, dass ihr Werk durch die Elektrisierung „schon bald die letzte Vollendung erfahren werde“. Am 20. November 1924 begann der elektrische Betrieb mit dem damals üblichen System 15 Kilovolt 16 ⅔ Hertz im Arlbergtunnel. Bis Mai 1925 waren auch die Rampenstrecken elektrifiziert.
Um den nicht wintersicheren Arlbergpaß mit Straßenfahrzeugen zu unterqueren, gab es bis 1978 Autotransportzüge, die im Winter zwischen St. Anton und Langen a. A. pendelten. Mit der Eröffnung des Arlberg-Straßentunnels wurde dieses Angebot überflüssig. Weiterhin verschärften die infolge der Be- und Entladezeiten länger in St. Anton stehenden Autozüge die als nachteilig empfundene Teilung des Ortes durch die Bahnstrecke, da diese Züge Bahnübergänge versperrten.
Im Zuge des Streckenausbaues zu den alpinen Skiweltmeisterschaften 2001 wurde die bis dahin im Tunnel gerade und anschließend durch den Ortskern von St. Anton verlaufende Bahntrasse an den südlichen Rand des Ortes und in dem Zusammenhang auch das Ostportal des Tunnels verlegt. Dadurch bzw. durch Aufweitung wurde der damals 10.249,90 Meter lange Tunnel um 398 Meter nach Osten verlängert.

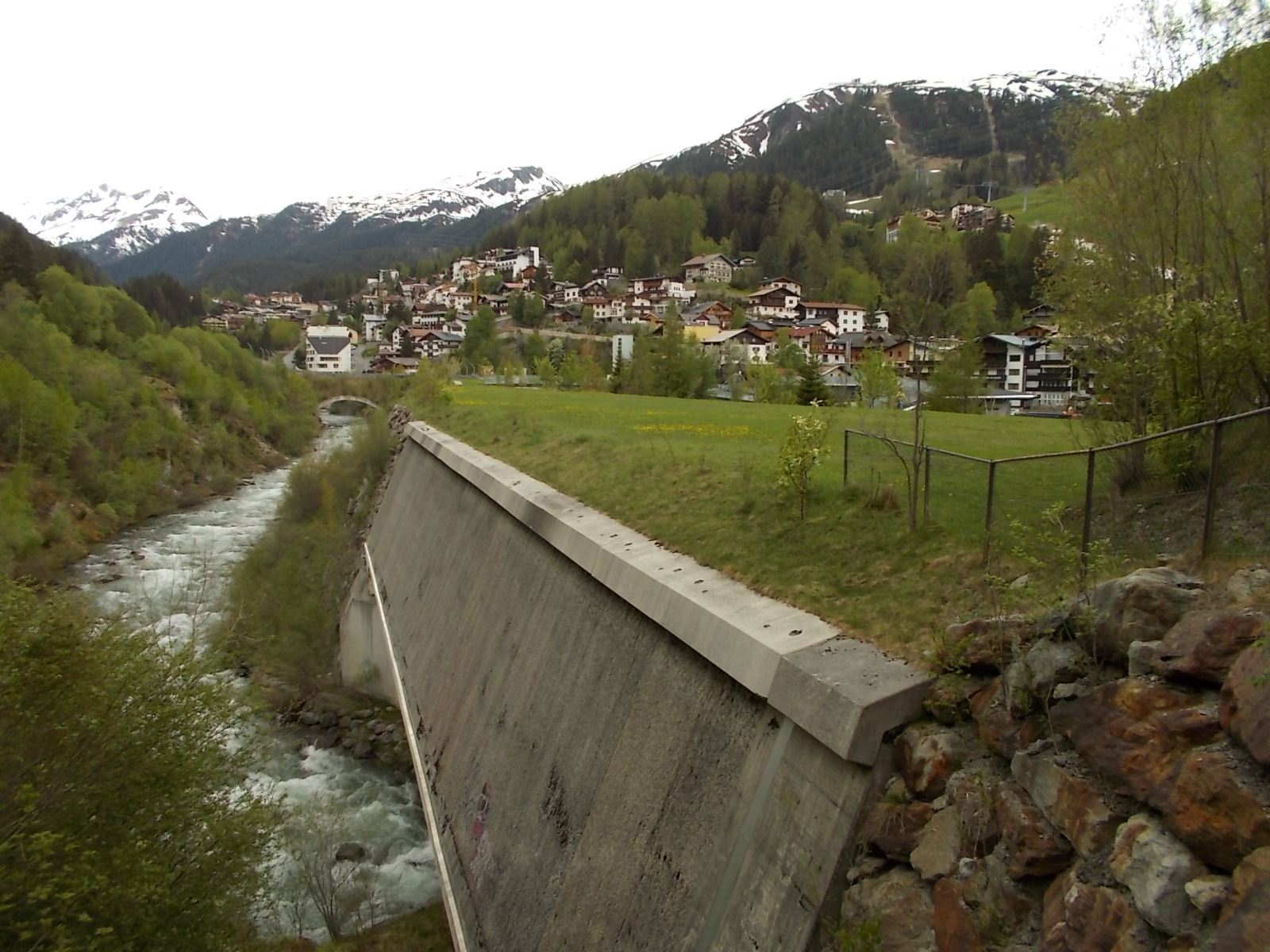
Blick über das Dach der Gleiseinhausung in Richtung Arlberg. Die Rosanna fließt unter der Einhausung hindurch.

Da das Arlbergmassiv bereits am alten Ostportal endete, ist die Verlängerung lediglich eine Gleiseinhausung. Im Bereich der unter der Verlängerung hindurchfließenden Rosanna musste ein Bahndamm aufgeschüttet werden. Die Gleiseinhausung wirkt schallreduzierend, vermeidet eine zu große optische Dominanz der im Bahnhofsbereich viergleisigen Bahnanlagen im engen Tal und ermöglicht auch die Führung diverser Skipisten, Wander- und Güterwege über die Gleisanlagen.
Der verlängerte Arlbergbahntunnel mündet nun direkt in den Bahnhof von St. Anton. Seine vier Bahnsteige können je eine Doppeltraktion aus Railjet 1 aufnehmen und ragen circa 50 Meter in den Tunnel hinein. Der obere Teil des durch die Verlängerung überflüssig gewordenen historischen Ostportals von 1884 ist circa 100 Meter westlich des Empfangsgebäudes wieder aufgebaut worden.
In ihrem Rahmenplan 2022 bis 2027 kündigten die ÖBB die spätere Herrichtung des Tunnels für eine Höchstgeschwindigkeit von 120 km/h an. 2029 sollen diese Arbeiten vorgenommen werden.

## Sicherheit

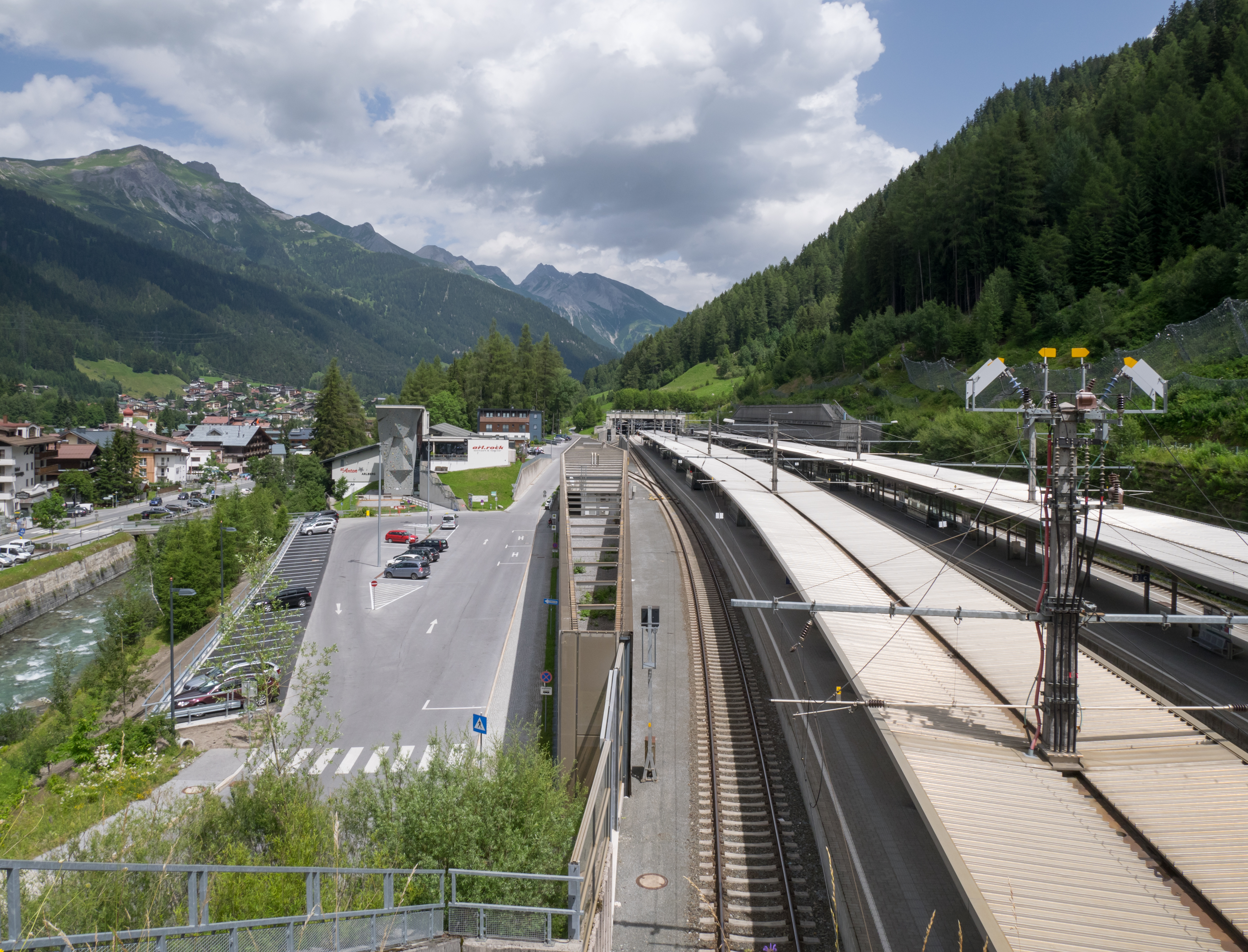
Blick vom Ostportal des Arlbergtunnels auf den Bahnhof St. Anton und den sich dahinter anschließenden Wolfsgrubentunnel

Im 1884 eröffneten Tunnel sind beidseitig sich gegenüber stehende Rettungsnischen im Abstand von 100 m in die Tunnelwände eingearbeitet. Zur Erhöhung der Sicherheit im Tunnel wurden zwischen 2004 und 2007 in der ersten Ausbaustufe sechs Verbindungsstollen mit 150 bis 300 Meter Länge zum parallel führenden Arlberg-Straßentunnel gebaut. Der Maximalabstand zwischen diesen Querschlägen beträgt 1.700 Meter. Die Stollen sind beidseitig durch jeweils zwei hintereinander angeordnete Tore abgeschlossen und werden bei Bedarf unter leichten Überdruck gesetzt, um das Eindringen von Rauch aus einem Tunnel zu verhindern.
Im 2008 vorgestellten Sicherheitskonzept sind zwei weitere, vom Straßentunnel ausgehende Fluchttunnel, von denen einer zum Wolfsgrubentunnel (sich östlich an den Bahnhof St. Anton a. A. anschließender Eisenbahntunnel) und ein anderer direkt ins Freigelände führt, enthalten. Der Bau eines parallel verlaufenden Fluchtstollens war nicht erforderlich, da der Arlbergstraßentunnel mit einem Maximalabstand von 400 Metern horizontal und 35 Metern vertikal als Fluchtmöglichkeit genutzt werden kann. Das Sicherheitskonzept, das mit der ASFINAG zusammen ausgearbeitet wurde, schließt auch die umgekehrte Nutzung des Bahntunnels als Fluchttunnel für den Straßentunnel ein.
Der Bahntunnel ist in der gesamten Länge und Breite mit Einsatz-Straßenfahrzeugen befahrbar. Das Konzept wurde im Oktober 2010 mit einer Übung getestet, an welcher circa 200 Übungsfiguranten teilnahmen.
Aufgrund des relativ engen Tunnelquerschnitts und der von den Zügen erzeugten Druckwellen beträgt die Höchstgeschwindigkeit dort 100 km/h.

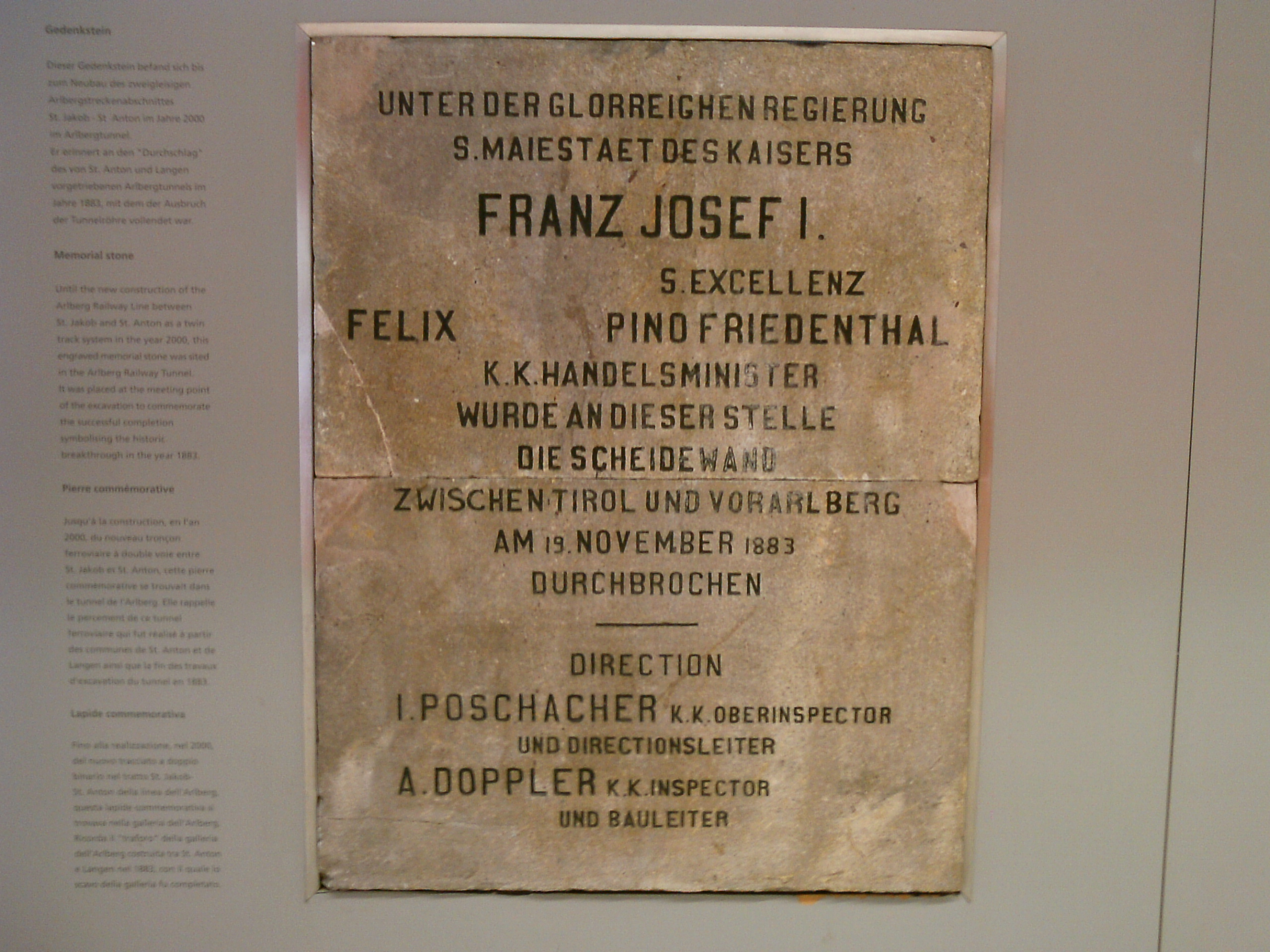
Gedenkstein für den Durchbruch 1883
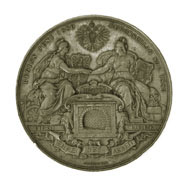
Durchbruchsmedaille, Arlbergbahntunnel (1884)
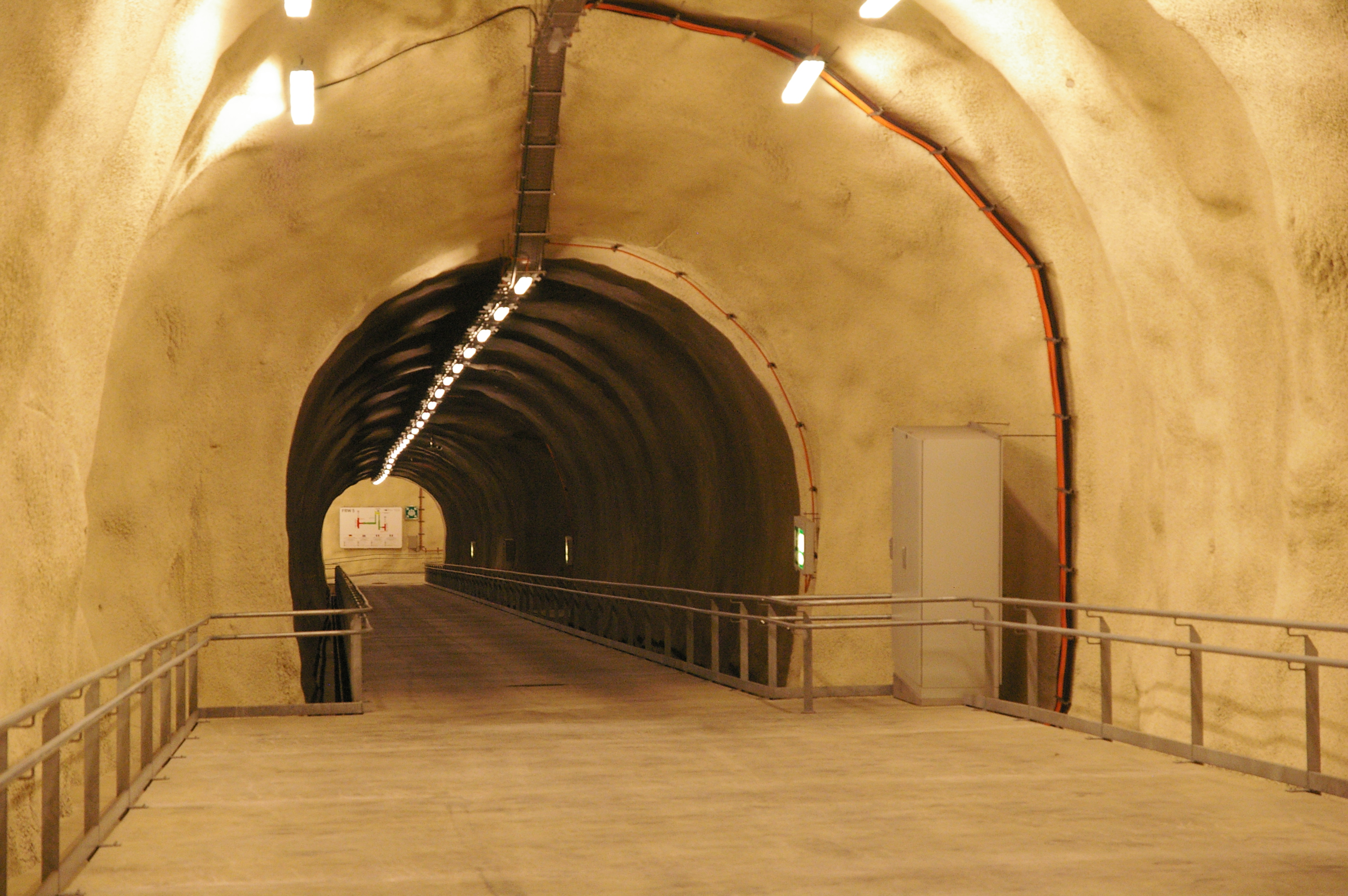
Mit Fluchtstollen wurden die beiden Arlbergtunnel verbunden. Im Vordergrund einer der jeweils 800 Personen fassenden Sammelräume.
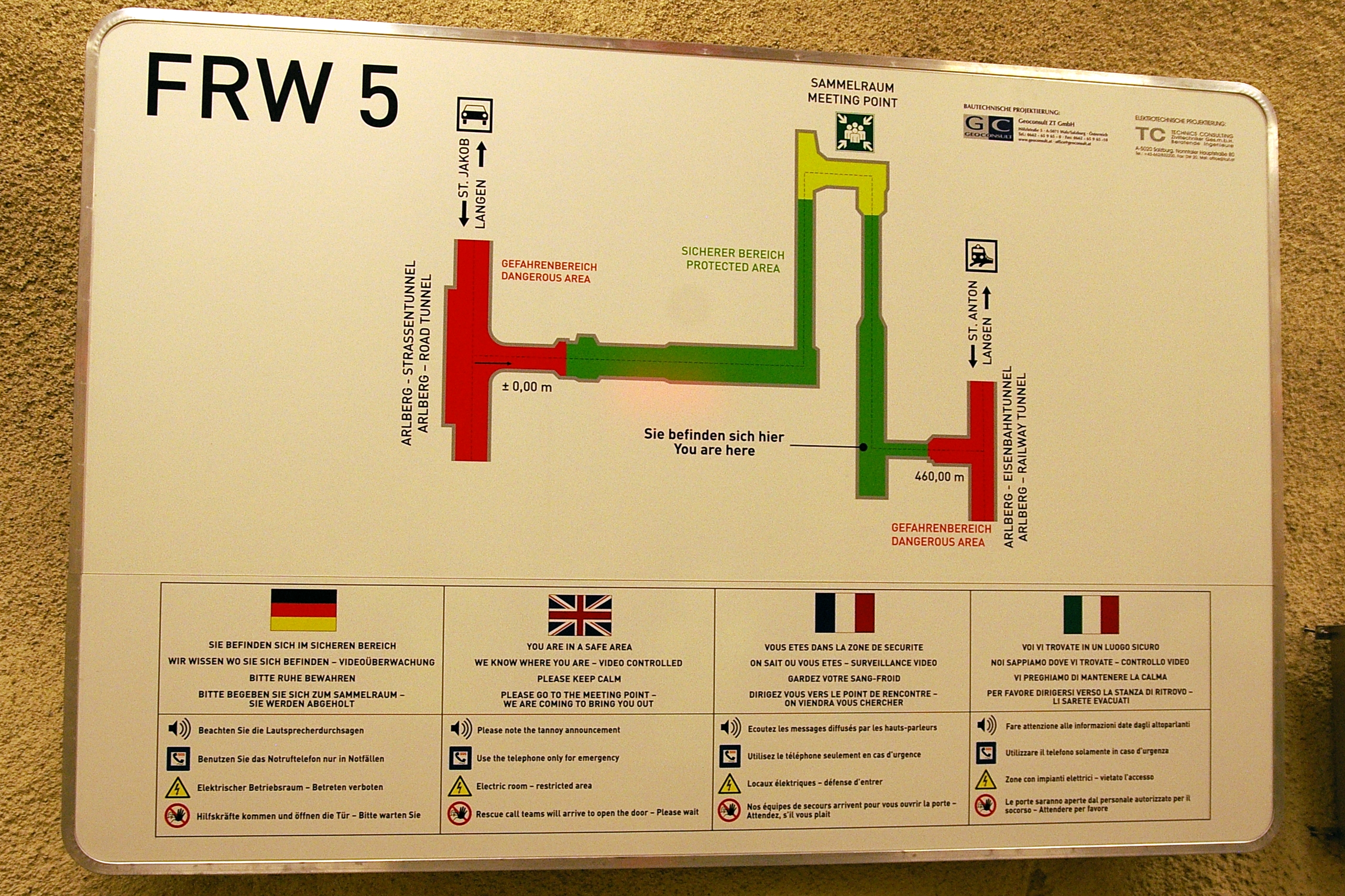
Infotafel zur Selbstrettung in den Arlbergtunnels. ("FRW" = Flucht- und Rettungsweg, die fortlaufende Nummerierung der acht Notausgänge beginnt im Osten.)
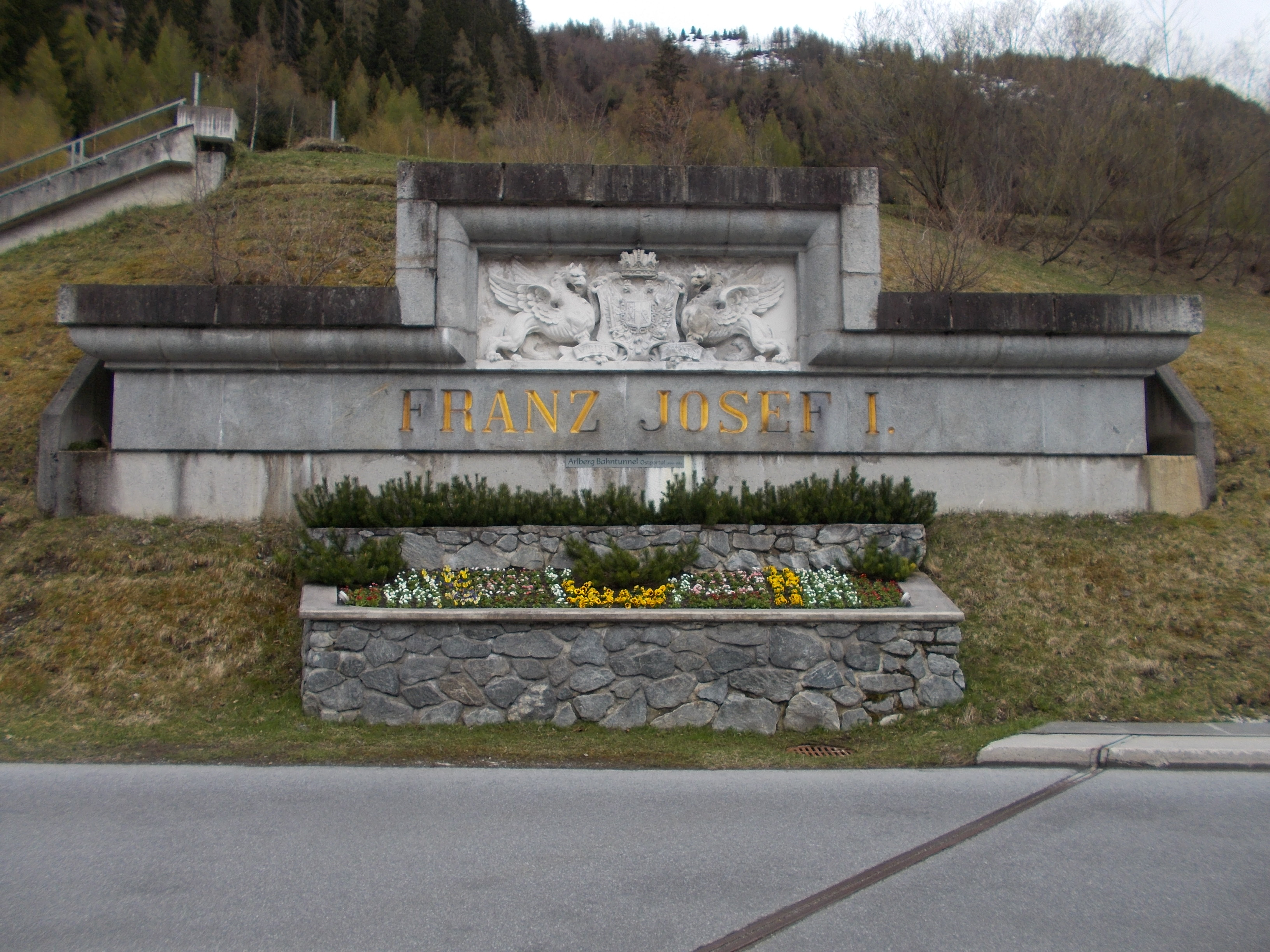
Das Oberteil des Ostportals von 1884 steht in Höhe des jetzigen Ostportals (im Hintergrund zu erkennen) am Bahnhofsvorplatz.

## Exposituren, temporär
Nur während der Jahre des Baus des Eisenbahntunnels 1883 und 1884 sind Exposituren der betroffenen Bezirkshauptmannschaften Bludenz und Landeck eingerichtet worden – in Langen bzw. St. Anton.